# メキキの聞き耳
『メキキの聞き耳』（メキキのききみみ）は、2009年10月5日から2014年3月28日まで、TBSラジオほかJRN・NRN系列で放送されていたラジオ番組。

## 概要
様々な分野の「目利き」が日替わりで登場し、ゲスト調査員（目利き）が自ら調査・取材した内容を紹介していく。放送後の番組内容についてはポッドキャスト配信を行っている。

## 出演者
制作局であるTBSラジオにおけるこの時間帯のワイド番組『荒川強啓 デイ・キャッチ!』の出演者と同じ。

### パーソナリティ
- 荒川強啓

### アシスタント
- 杉浦舞 - 放送開始〜2012年11月2日
- 豊田綾乃（TBSアナウンサー） - 2012年11月5日〜2013年1月2日、毎週月・火曜日担当
- 山内あゆ（TBSアナウンサー） - 2012年11月7日〜2013年1月4日、毎週水 - 金曜日担当
- 片桐千晶 - 2013年1月7日〜放送終了

## 放送日時
- 月曜日 - 金曜日 17:15 - 17:30（17:25 - 17:27はローカル枠）

## ネット局
JRN17局ネット（2013年4月1日より）。全国共通スポンサーが付かないローカルセールス枠のため、日によって自社制作特番に差し替えとなる場合あり。制作局のTBSラジオでも2012年12月以降、聴取率調査週間には放送されず裏送りとなる場合がある（この場合、ポッドキャスト配信も行われない）。和歌山放送以外の放送局は次枠『ネットワークTODAY』とセットで17:15 - 17:45.20までを全国パート枠としてネットしている。
- JRN23局ネットで開始。2010年3月にIBC岩手放送と琉球放送、同年9月に南日本放送、2011年3月に信越放送、2012年3月に新潟放送、和歌山放送、四国放送が打ち切り。静岡放送は2013年4月1日よりネット開始。
- 17:25のローカル枠は大半の局が道路情報・天気予報に充てているが、TBSから流れるBGMをそのまま使用している放送局が多い。
- 夕方の自社制作ローカルワイド番組に内包されている局は「うわさの調査隊」時代より少なく、ほとんどの地域で独立番組として放送（東京以外のJRN基幹局は全て当番組が非ネットで自社制作番組等を放送しているため）。

| 放送対象地域 （都道府県別） | 放送局                 | 放送形態                           | ローカル枠             |
| --------------------------- | ---------------------- | ---------------------------------- | ---------------------- |
| 青森県                      | 青森放送               | 独立番組として放送                 | 県内の話題・天気予報   |
| 秋田県                      | 秋田放送               | 独立番組として放送                 | 天気予報               |
| 山形県                      | 山形放送               | 独立番組として放送                 | 天気予報               |
| 関東広域圏                  | TBSラジオ（制作局）    | 『荒川強啓 デイ・キャッチ!』に内包 | 道路情報・天気予報     |
| 山梨県                      | 山梨放送               | 独立番組として放送                 | 交通情報               |
| 富山県                      | 北日本放送             | 独立番組として放送                 |                        |
| 石川県                      | 北陸放送               | 独立番組として放送                 | 県内の話題・天気予報   |
| 福井県                      | 福井放送               | 独立番組として放送                 |                        |
| 静岡県                      | 静岡放送               | 独立番組として放送                 | 交通情報・天気予報     |
| 島根県 鳥取県               | 山陰放送               | 独立番組として放送                 |                        |
| 岡山県                      | 山陽放送               | 独立番組として放送                 | 交通情報               |
| 山口県                      | 山口放送               | 独立番組として放送                 | 県内ニュース・天気予報 |
| 高知県                      | 高知放送               | 独立番組として放送                 | エリアの話題           |
| 長崎県 佐賀県               | 長崎放送 NBCラジオ佐賀 | 独立番組として放送                 | エリアの話題           |
| 大分県                      | 大分放送               | 独立番組として放送                 | エリアの話題           |
| 熊本県                      | 熊本放送               | 『小松士郎のラジオのたまご』に内包 |                        |
| 宮崎県                      | 宮崎放送               | 独立番組として放送                 | 交通情報               |